# Cyphostemma pumilum
Cyphostemma pumilum är en vinväxtart som beskrevs av Descoings. Cyphostemma pumilum ingår i släktet Cyphostemma och familjen vinväxter. Inga underarter finns listade i Catalogue of Life.